# معسكر الإبادة سوبيبور
سوبيبور (/soʊˈbiːbɔːr/) كان معسكر إبادة ألماني نازيي بناه وشغله الشوتزشتافل كجزء من عملية رينهارد. كانت تقع في الغابة بجانب محطة السكك الحديدية في سوبيبور داخل الأراضي شبه الاستعمارية للحكومة العامة في بولندا المحتلة.
على عكس العديد من المعسكرات النازية الأخرى، كان سوبيبور موجودًا لغرض وحيد هو إبادة اليهود. تم إرسال معظم الوافدين الجدد على الفور إلى غرف الغاز، والاستثناءات النادرة هي أولئك الذين أجبروا على العمل كعبيد يساعدون في تشغيل المخيم. قُتل ما يقرب من 200000 شخص في سوبيبور، مما يجعله رابع أكثر معسكرات الإبادة فتكًا، بعد بلزيك وتريبلينكا وأوشفيتز.
أشتهر سوبيبور بانتفاضة التي وقعت في 14 أكتوبر 1943. تضمنت خطة التمرد، التي وضعها ألكساندر بيتشيرسكي وليون فيلدهندلر، مرحلتين. في المرحلة الأولى، قامت فرق من السجناء بقتل جميع ضباط قوات الأمن الخاصة في مواقع سرية. ثم في المرحلة الثانية، تجمع جميع الأسرى البالغ عددهم 600 سجينللمشي من أجل الخروج من البوابة الأمامية. ومع ذلك، لم تتم الثورة كما هو مخطط لها. تم اكتشاف العملية بينما كان العديد من ضباط قوات الأمن الخاصة لا يزالون على قيد الحياة وانتهى الأمر بالسجناء بالفرار عبر التسلق فوق أسوار الأسلاك الشائكة والركض في حقل الألغام تحت نيران المدافع الرشاشة الثقيلة. ومع ذلك، خرج نحو 300 سجين من المخيم، منهم حوالي 60 نجوا حتى نهاية الحرب. وهكذا، غالباً ما توصف ثورة سوبيبور بأنها الأكثر نجاحًا في أي معسكر للنازيين.
بعد التمرد، قام النازيون بهدم المخيم وزرعوه بأشجار الصنوبر لإخفاء الدليل على ما حدث هناك. في العقود التي تلت الحرب العالمية الثانية، لم يكن سوبيبور معروفًا ونادراً ما تمت زيارة الموقع إلا من خلال السكان المحليين الذين يبحثون عن أشياء ثمينة مدفونة. منذ ذلك الحين، أصبح معروفا أكثر من خلال تصويره في المسلسلات التلفزيونية. يستضيف الموقع الآن متحف سوبيبور.

## الحياة بين السجناء
ولأن سوبيبور كان معسكرًا للإبادة، كان السجناء الوحيدون الذين عاشوا هناك هم 600 من عمال الرقيق الذين أجبروا على المساعدة في تشغيل المخيم.  حين أن الناجين من أوشفيتز يستخدمون المصطلح «المختار» ليعني اختيارهم للموت، في حين أن «سوبيب» المختار يعني أن يتم اختيارهم للعيش، على الأقل لفترة من الوقت.  تسببت الظروف القاسية في المخيم في مقتل معظم الوافدين الجدد في غضون بضعة أشهر. 

### عمل
عمل السجناء من الساعة 6 صباحًا إلى 6 مساءً ستة أيام في الأسبوع، مع استراحة غداء قصيرة في المنتصف. كانت أيام الأحد رسمياً نصف يوم، مع قضاء بقية اليوم في التنظيف والراحة. ومع ذلك، لم يحترم هذا التقليد دائما.   السجناء من ذوي المهارات المتخصصة كصائغ ذهب ورسامين لافتات وبستانيين وصانع أحذية وخياطون. بينما كان الغرض من معسكر العمل هو دعم عمل المخيم، تم تحويل الكثير منه لإثراء ضباط قوات الأمن الخاصة.  

## معرض صور

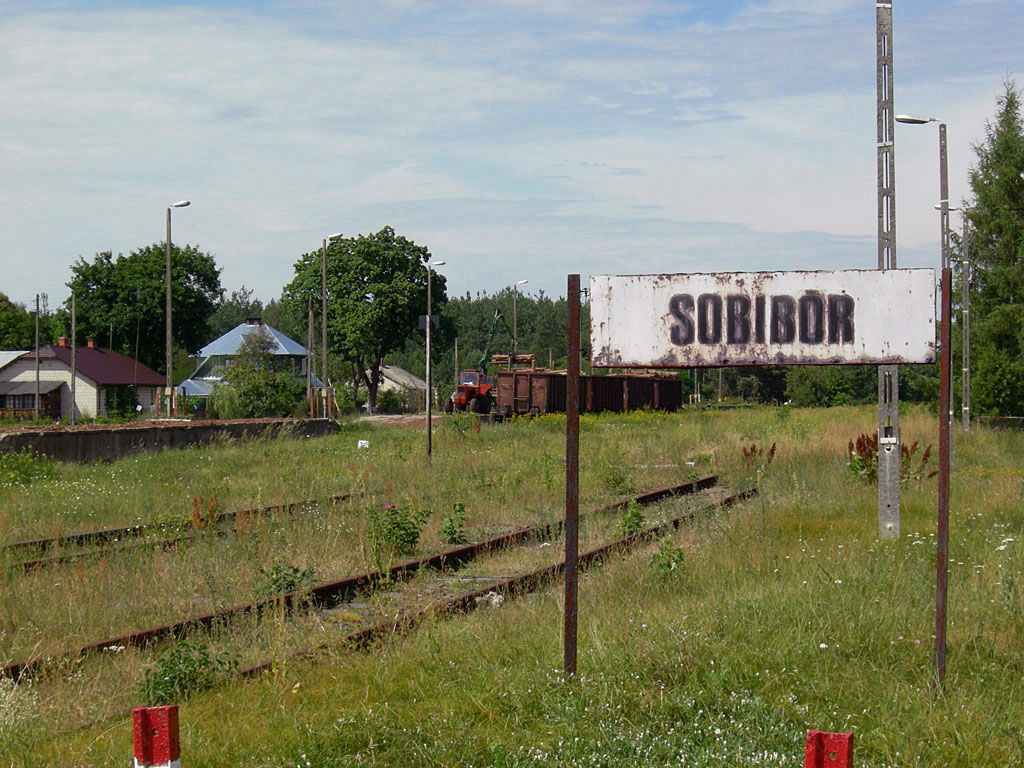
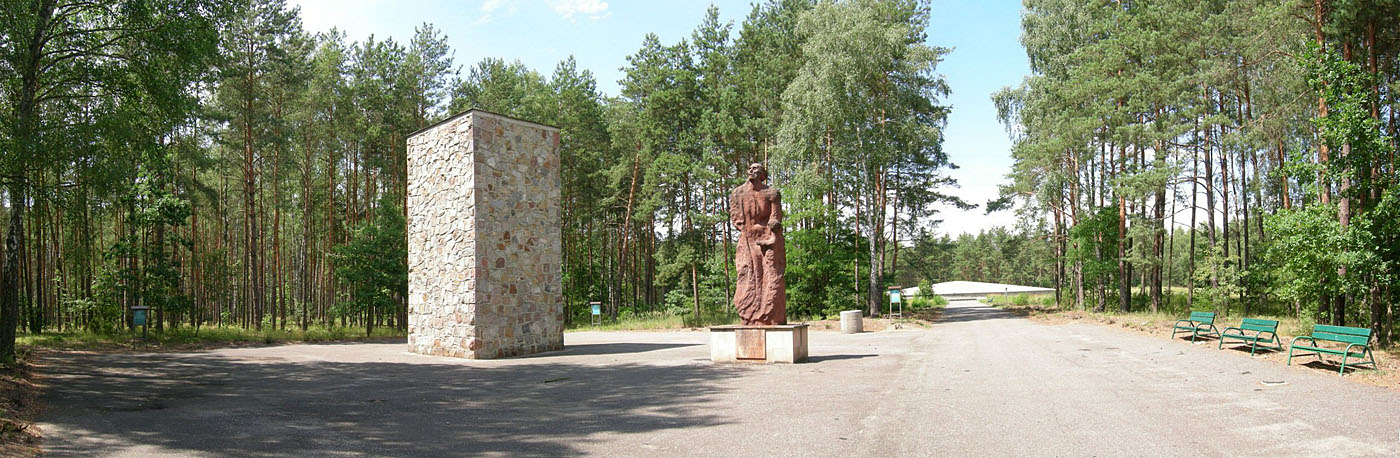
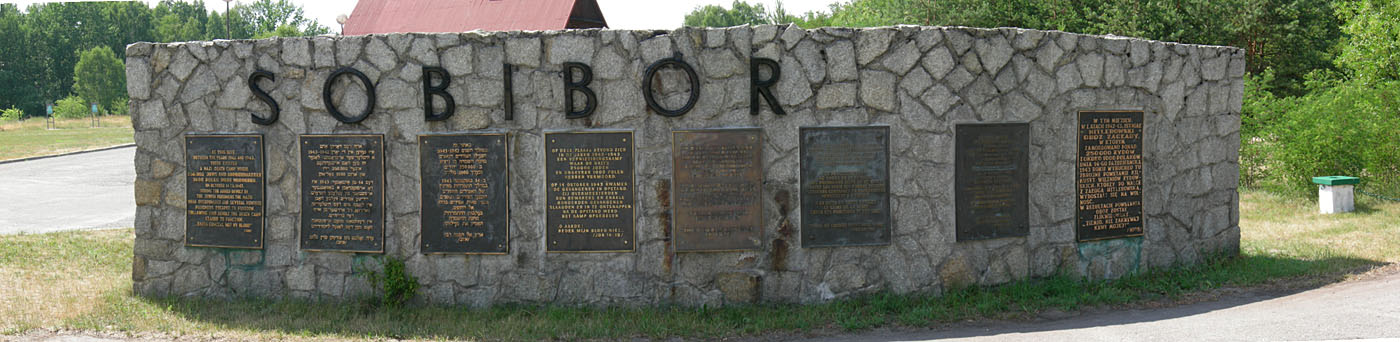